# 布面甲
布面甲，是古代的一种铠甲，構造特徵為將小片金屬防禦板固定在服裝的內面。因其製造成本相對低且容易修理，穿戴時不妨礙活動，在整個歐亞大陸都被廣泛使用。
布面甲在中國自元朝开始使用一直至清末。內層有鐵甲片的布面甲也稱暗甲、青布鐵甲、布面鐵甲或釘甲、棉襖甲。
於歐洲，類似構造的鎧甲被稱為「Brigandine」，自中世紀晚期至近代早期被廣泛使用。即使在金屬板甲出現後，由於其廉價及容易活動的特性，仍被多數中下階層的騎士與步兵使用。

## 形制
布面甲，顾名思义是最外層為布料的盔甲，有些內裡會釘上鐵片，有些則無鐵片。元代以後因火器盛行後開始流行。
無鐵甲片的布面甲稱棉甲，在中國於明代之後廣泛使用。以7至8公斤的棉花，浸濕後踏實，重複幾次晒乾後製成防具，因此又稱棉甲，不會生鏽且纖維強韌，能減低早期火器的傷害。清代中期之後因火器盛行戰場上常常只穿戎服與綿甲而不穿鎧甲。
元日戰爭時或有留下布面甲實物於日本博多元寇史料館，與清代布面甲幾乎相同。明代青布鐵甲、每副、用鐵四十斤八兩，相對罩甲二十四斤至二十五斤，算是重鎧。清代時，又因鐵片在布料內層而稱作暗甲；若鐵片在布料之外則稱作明甲。

## 使用
布面甲是中國甲胄史上最後一代鎧甲，從元代一直使用自清末。清末中國開始興建新建陸軍，不再給軍人配發用於防護的鎧甲。
在歐洲，中世紀的布面甲本質上是早期板甲大衣(Coat of plates)的改良版，板甲大衣發展於12世紀末。它們通常結構更簡單，金屬板較大。這款新式鎧甲於13世紀末在東歐，尤其是匈牙利非常流行，並在幾十年後被西歐採用。
早期的歐洲布面甲(Brigandine)出現在14世紀末，但在鎖子甲和板甲之間的過渡期之後依然存在，並在15世紀得到了更廣泛的應用，並一直延續到16 世紀。 15世紀的布面甲通常是前開式服裝，鉚釘以三個三角形排列，而16世紀的布面甲通常具有較小的防禦板，鉚釘排列成排。 歐洲布面甲有時會與鎖子甲混淆，而其名稱也經常與雙桅帆船布里根廷船（Brigantine，一種快速小型海船）混淆。

## 亞洲的布面甲圖集

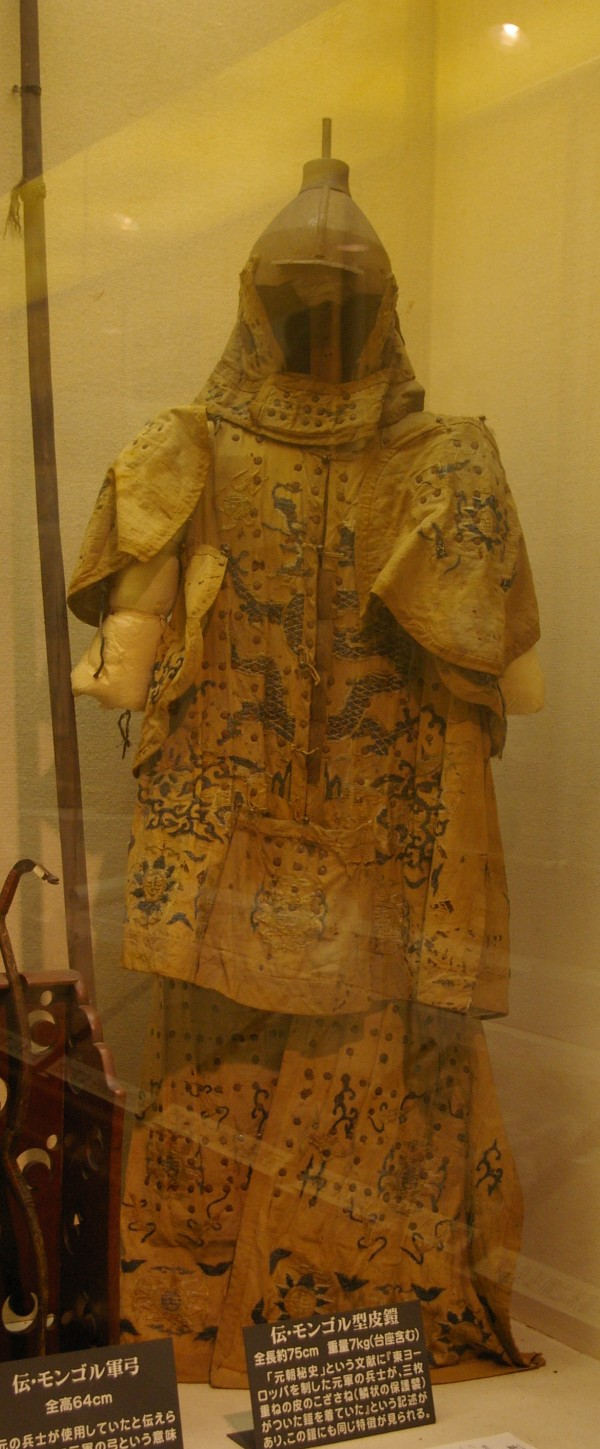
蒙古侵日時用的布面甲。(有爭議，有論者認為此乃清朝鎧甲)
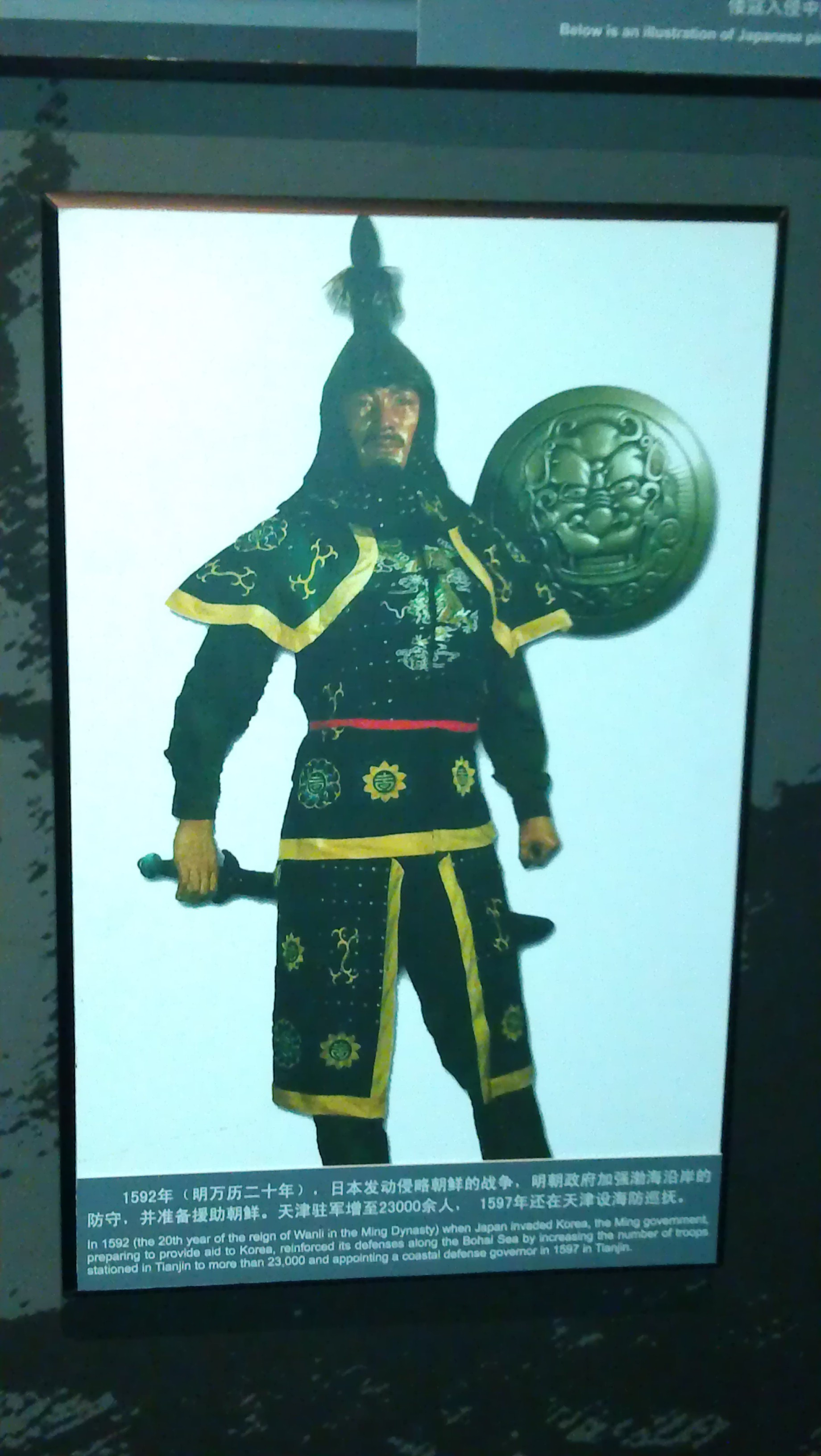
1592年明代天津海防简述中的布面甲
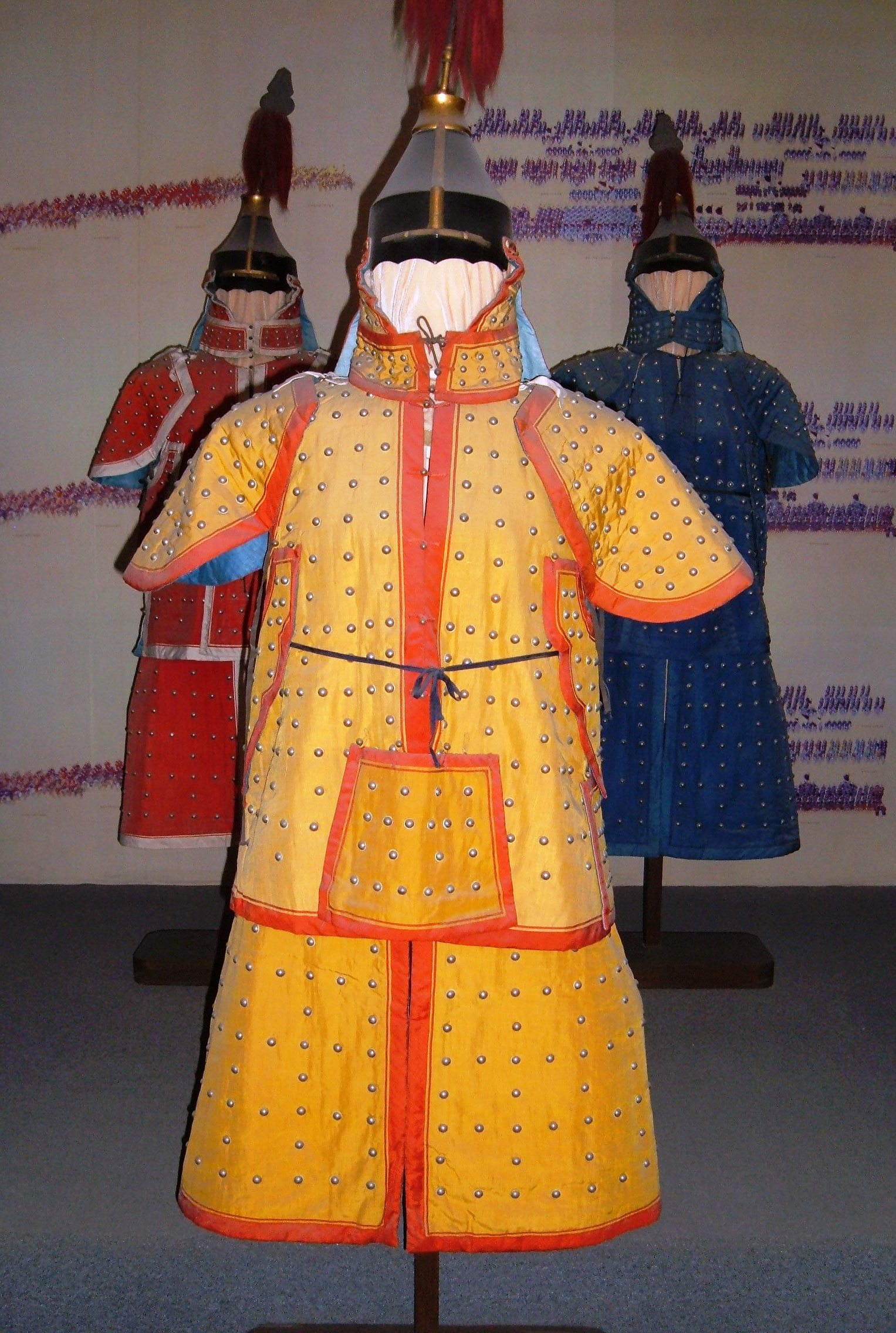
清代布面甲
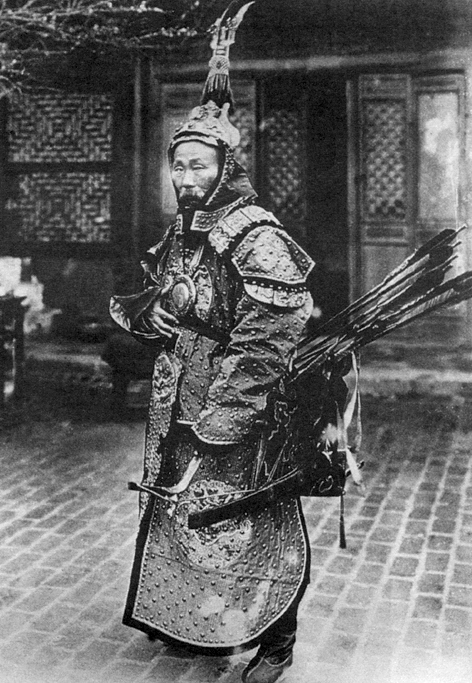
广西提督苏元春身着布面甲，摄于1896年
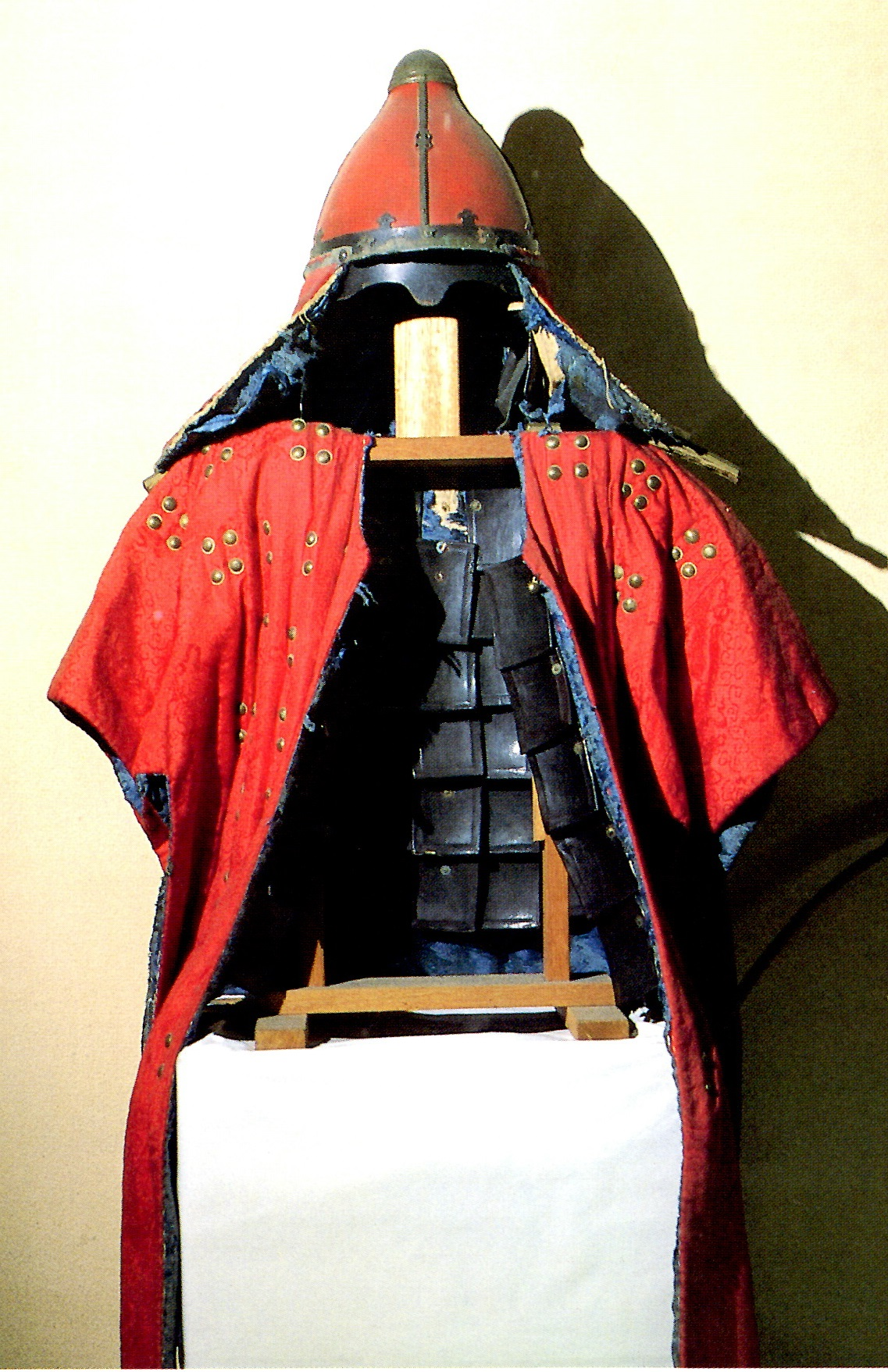
朝鮮李氏王朝的布面甲及其內部結構。從衣服的外面打入鉚釘，將金屬小板固定在內面。

## 歐洲的布面甲圖集

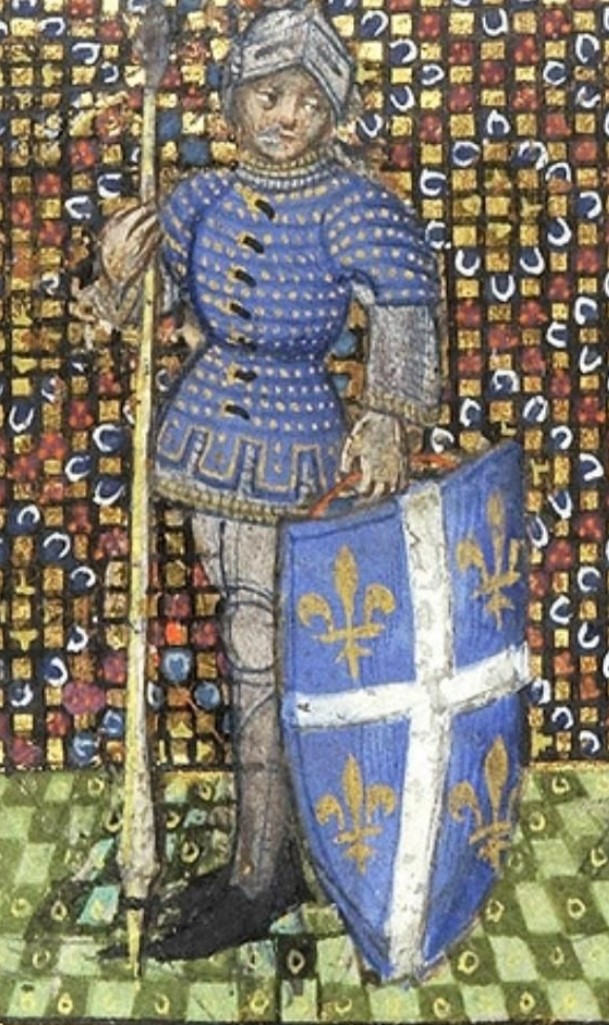
描繪15世紀布面甲的繪畫。
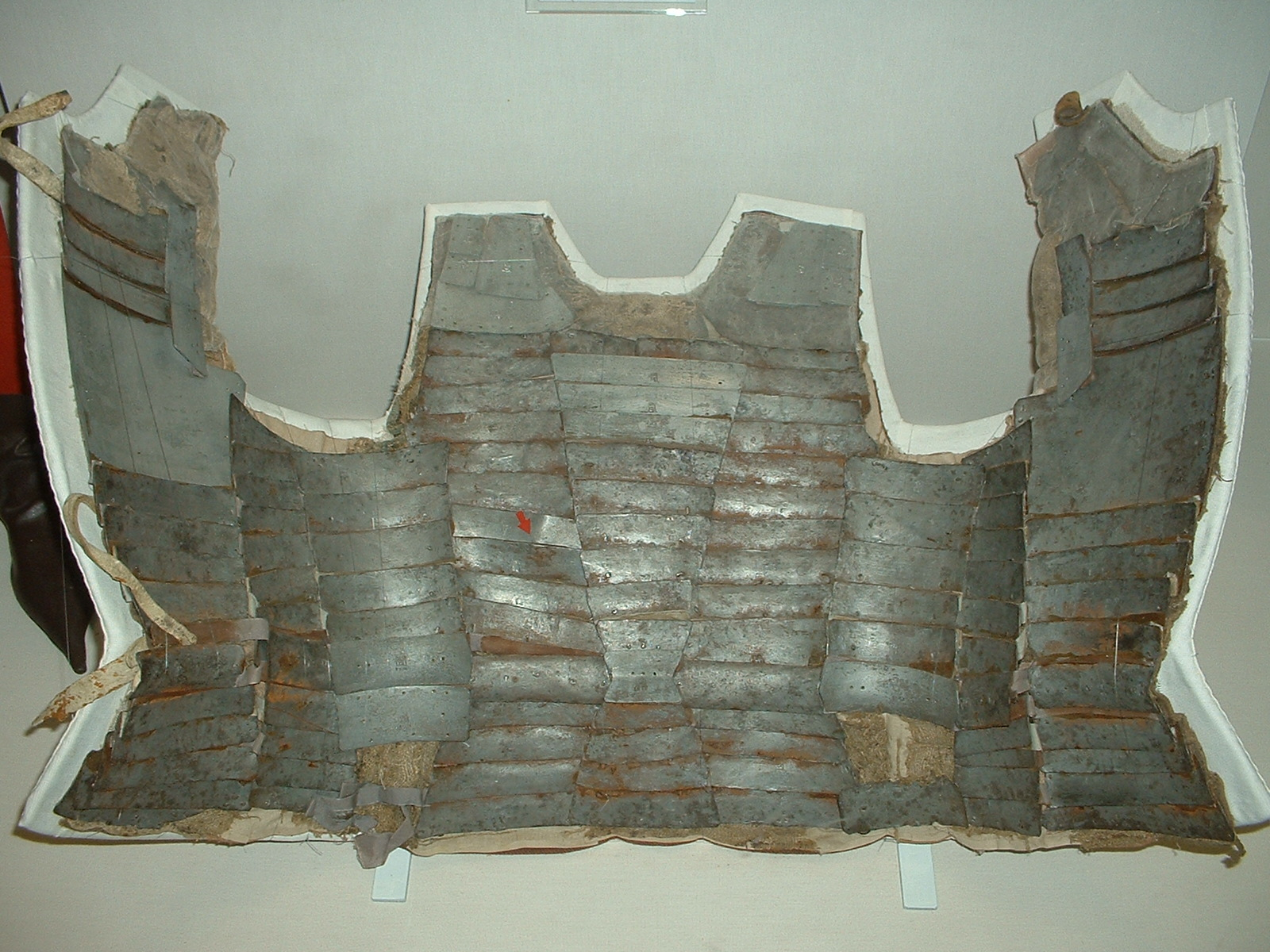
義大利布面甲的內部構造（約1470年）。
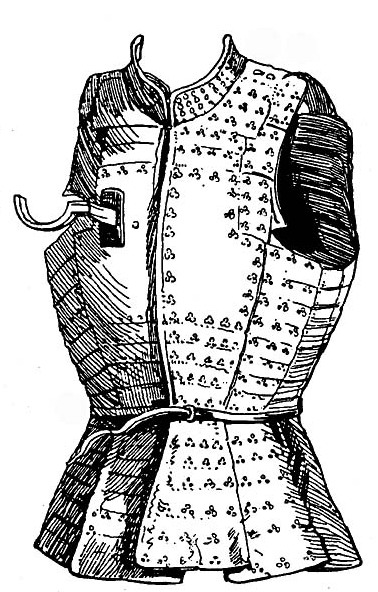
歐洲布面甲的手繪圖(正面)
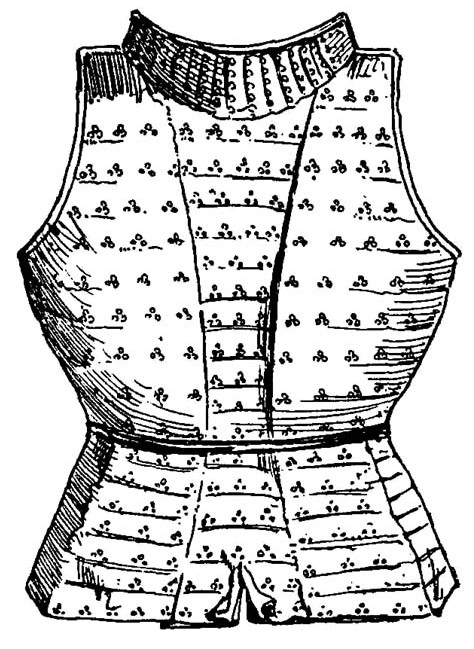
歐洲布面甲的手繪圖(背面)